# Sílvia Bonastre i Peremateu
Sílvia Bonastre i Peremateu (Terrassa, Vallès Occidental, 29 de novembre del 1981) és una jugadora d'hoquei sobre herba catalana.
Formada al Club Deportiu Terrassa, va debutar en competicions estatals la temporada 1999-00. Amb el club terrassenc va guanyar tres Campionats de Catalunya (2000-02), tres Lligues espanyoles (2000-02) i dos Copes de la Reina (2000 i 2001). La temporada 2002-03 va fitxar pel Reial Club de Polo, amb el qual va aconseguir tres Campionats de Catalunya (2003, 2004 i 2006), dues Lligues espanyoles (2003 i 2006) i tres Copes de la Reina (2003-05). Internacional amb la selecció espanyola en 180 ocasions entre 2001 i 2010, va competir en diferents edicions del Campionat del Món i d'Europa, destacant el subcampionat d'Europa de 2003. També va participar en els Jocs Olímpics d'Atenes 2004 i de Beijing 2008, aconseguint un diploma olímpic. Va retirar-se al final de la temporada 2010-11. Tanmateix, va tornar a la competició breument, disputant la segona volta de la lliga espanyola amb l'Atlètic Terrassa HC la temporada 2018-19.
Llicenciada en Ciències de l'Activitat Física i l'Esport per l'INEFC de Barcelona, després de la seva retirada, ha exercit com a coordinadora pedagógica i el setembre de 2018 va ser escollida responsable de la línia femenina de l'Alt Rendiment Català de la Federació Catalana de Hockey. També ha exercit com a entrenadora de la selecció catalana femenina sub-16. Entre d'altres reconeixements, va rebre la medalla de la ciutat de Terrassa al mèrit esportiu per la seva participació als Jocs Olímpics d'Atenes 2004.

## Palmarès
Clubs
- 6 Campionats de Catalunya d'hoquei sobre herba femenina: 2000, 2001, 2002, 2003, 2004 i 2006
- 5 Lligues espanyoles d'hoquei sobre herba femenina: 1999-00, 2000-01, 2001-02, 2002-03 i 2005-06
- 5 Copes espanyoles d'hoquei sobre herba femenina: 2000, 2001, 2003, 2004 i 2005

Selecció espanyola
- 1 medalles d'argent als Campionat d'Europa d'hoquei sobre herba femení: 2003